# Hakluyt & Company
Hakluyt & Company ist eine globale strategische Beratungsfirma, die auch im Bereich der Cybersicherheit tätig ist. Die Firma wurde 1995 von Christopher James und Mike Reynolds gegründet. Hakluyt hat seinen Hauptsitz in London und weitere Niederlassungen in Frankfurt, New York, San Francisco, Chicago, Washington DC, Singapur, Mumbai, Sydney, Tokio, Abu Dhabi und Dubai.

## Geschichte und Unternehmensprofil
Hakluyt mied lange Zeit die Öffentlichkeit. Die Gründer der Firma waren zuvor Angehörige des Britischen Auslandsgeheimdienstes Secret Intelligence Service (MI6). Hakluyt beschäftigt heute mehr als 150 Mitarbeiter und unterhält zwölf offizielle Niederlassungen weltweit. Im Jahr 2019 eröffnete das Unternehmen in Frankfurt sein erstes Büro im deutschsprachigen Raum.
2001 geriet Hakluyt in die öffentliche Diskussion, als bekannt wurde, dass die Firma möglicherweise versucht hatte, Greenpeace und weitere Umweltorganisationen im Auftrag für die Ölkonzerne BP und Shell zu unterwandern. Der deutsche Spitzel Manfred Schlickenrieder hatte sich dafür in den 1990ern als linker Sympathisant und Dokumentarfilmer ausgegeben.
2012 wurde durch Recherche von abgeordnetenwatch.de bekannt, dass Michael Fuchs, Bundestagsabgeordneter und Vize-Fraktionschef der CDU-Bundestagsfraktion, jahrelang für Hakluyt tätig war, ohne dass diese Nebentätigkeit im Lobbyregister des Bundestags korrekt angegeben worden war. Fuchs wehrte sich gegen Vorwürfe, seine Nebentätigkeit bewusst verschleiert zu haben. Er ließ jedoch verschiedene Organisationen abmahnen, u. a. die Betreiber der Seite abgeordnetenwatch.de, unterließ es aber, selbst für Klarheit zu sorgen, ob er bei der Hakluyt & Company Limited tätig war oder bei der Hakluyt Society.
Derzeit wird Hakluyt von Varun Chandra geleitet, einem ehemaligen Banker sowie späteren Berater von Tony Blair, der 2019 zum geschäftsführenden Partner des Unternehmens ernannt wurde. Vorstandsvorsitzender von Hakluyt ist Lord Paul Deighton, der zuvor Chef des Londoner Organisationskomitees der Olympischen und Paralympischen Spiele war und gegenwärtig Vorsitzender des London Heathrow Airport und von The Economist Group ist.
Das Hauptgeschäftsfeld von Hakluyt & Company ist die Beschaffung von Informationen. Die Firma gab an, dass bereits 2001 ein Viertel der Unternehmen des britischen Aktienindexes FTSE 100 zu den Kunden von Hakluyt & Company gehörten.
Im Jahr 2022 hat Hakluyt nach eigenen Angaben 40 % der 100 größten Unternehmen der Welt nach Marktkapitalisierung, über 75 % der größten Private-Equity-Firmen und 45 % der Unternehmen im FTSE-100-Aktienindex beraten. Der Umsatz stieg öffentlich einsehbaren Angaben zufolge 2021 auf 85 Millionen Pfund.
Im März 2023 kündigte Hakluyt die Gründung eines Fonds, Hakluyt Capital, an, der in Unternehmen mit hohem Wachstumspotenzial der Serien B bis D investiert und sie darüber hinaus strategisch berät.

## Hakluyt's International Advisory Board
Dem 'The Hakluyt International Advisory Board' (THIAB) gehören prominente Personen aus Politik und Wirtschaft an. Der Vorsitzende ist Niall FitzGerald, ehemaliger Vorsitzender von Unilever. Im Juli 2022 wurde Paul Achleitner, ehemaliger Vorsitzender des Aufsichtsrats der Deutschen Bank, Mitglied. Martin Kohlhaussen, Hans-Peter Keitel und Jürgen Großmann sind ebenfalls ehemalige Mitglieder.
Gegenwärtig besteht der Beirat aus:
- Niall FitzGerald – ehemaliger Geschäftsführer und Präsident von Unilever (Vorsitzender)
- Paul Achleitner – ehemaliger Aufsichtsratsvorsitzender der Deutschen Bank
- M.S. Banga – Partner bei Clayton, Dubilier & Rice, ehemaliger Geschäftsführer und Präsident von Hindustan Unilever
- John Bell – Regius-Professor für Medizin an der Universität Oxford
- Douglas Flint CBE – Vorsitzender von abrdn
- Jeff Greenberg – CEO und Vorsitzender von Aquiline Capital Partners
- Muhtar Kent – ehemaliger CEO und Vorsitzender von The Coca-Cola Company
- Irene Lee – Präsidentin der Hysan Development Co Limited
- Iain Lobban – ehemaliger Direktor des UK Government Communications Headquarters (GCHQ)
- Trevor Manuel – ehemaliger Finanzminister von Südafrika
- Lubna Olayan – Vorsitzende von Olayan Saudi Holding Company
- Sandi Peterson – ehemalige Direktorin der Microsoft Corporation
- Alfonso Prat-Gay – ehemaliger Wirtschaftsminister und Präsident der Zentralbank Argentiniens
- Shuzo Sumi – Vorstandsvorsitzender der Sony Corporation
- Ratan Tata, GBE – Ehrenamtlicher Präsident von Tata Sons
- Shriti Vadera – Vorsitzende von Prudential Plc
- Mark Wiseman – ehemaliger Senior Managing Director von BlackRock